# Provinz Rikuchū

Provinz Rikuchū (rot)

Rikuchū (jap. 陸中国, Rikuchū no kuni, dt. „Mittel-Mutsu“) war eine Provinz Japans während der frühen Meiji-Zeit.
Ihr Gebiet entsprach in etwa dem der heutigen Präfektur Iwate, ohne den Südosten Iwates mit dem Landkreis Kesen-gun, den Städten Rikuzentakata, Ōfunato und dem Südteil von Kamaishi, sowie dem Nordwesten Iwates mit dem Ninohe-gun. Des Weiteren umfasste es den Nordosten der Präfektur Akita mit den heutigen Städten Kazuno und Kosaka.
Bei der Volkszählung 1872 wurden für Rikuchū 510.521 Einwohner gezählt.

## Geschichte
Am 19. Januar 1869 (Meiji 1/12/7) wurden von der Provinz Mutsu die Provinzen Rikuchū, Iwashiro, Iwaki und Rikuzen (dt. „Vorder-Mutsu“) abgetrennt.

## Lehen
In Rikuchū befanden sich folgende Lehen (han):
- Morioka (盛岡藩)/Shiroishi (白石藩) (1599–1870)
- Mizusawa (水沢藩; 1695–1699; Zweig des Sendai-han in der Provinz Rikuzen)
- Ichinoseki (一関藩) (1660–1871; Zweig des Sendai-han in der Provinz Rikuzen)

## Erster Schrein

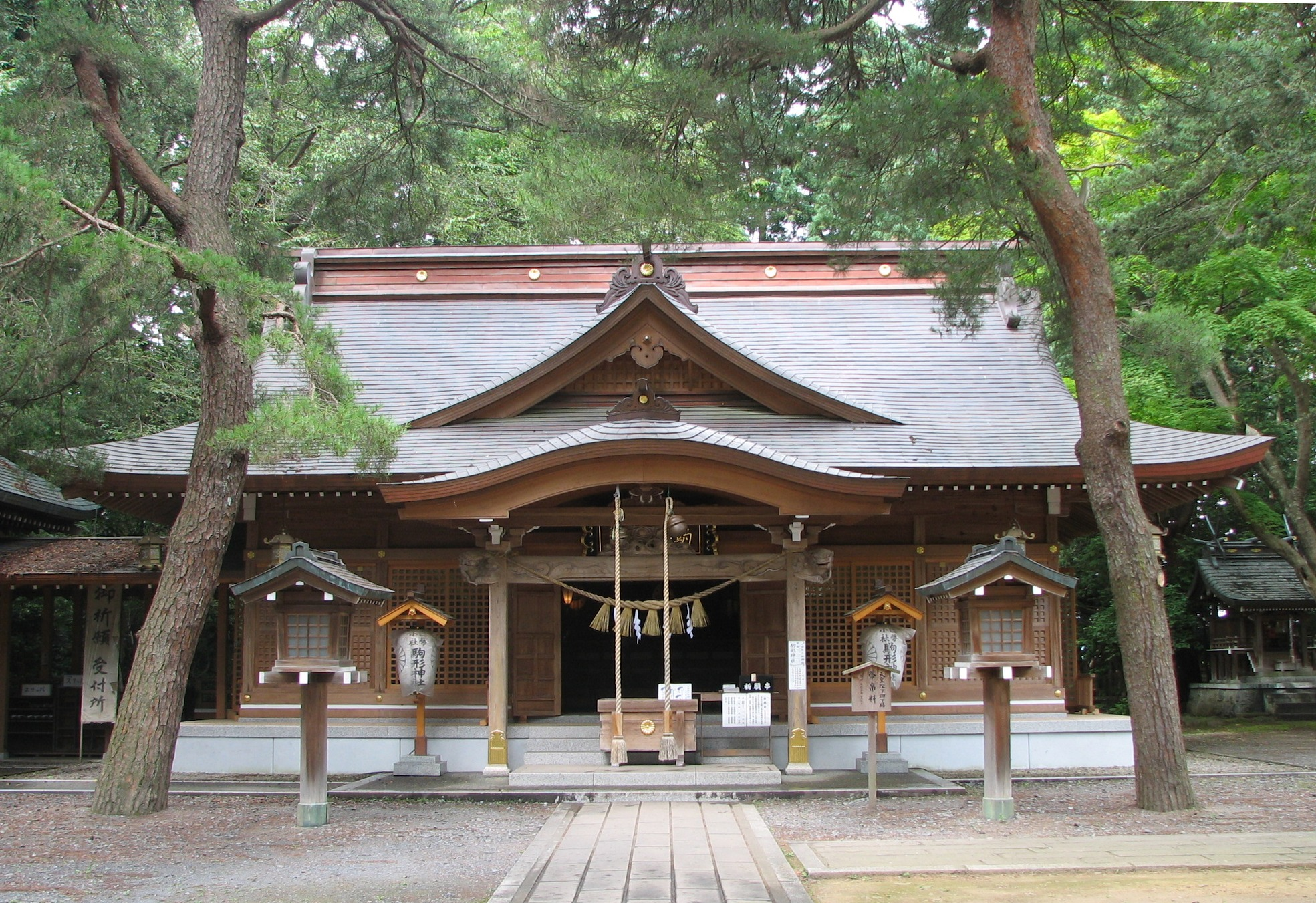
haiden des Komagata-Schreins

Rikuchū gehörte nicht zu den traditionellen Provinzen Japans und besaß demnach keinen staatlichen Ersten Schrein (ichi-no-miya). Ungeachtet dessen wurde von der Pilgerorganisation Zenkoku Ichi-no-miya-kai (全国一の宮会, dt. „Nationaler Verband der Ersten Schreine“) der Komagata-Schrein (駒形神社, Komagata-jinja) in Ōshū als „Neuer Erster Schrein der Provinz Rikuchū“ (陸中国新一の宮, Rikuchū shin-ichi-no-miya) benannt.

## Landkreise
In Rikuchū befanden sich folgende Landkreise (gun):
- Isawa-gun (胆沢郡)
- Iwai-gun (磐井郡)
- Iwate-gun (岩手郡)
- Esashi-gun (江刺郡)
- Kunohe-gun (九戸郡)
- Kazuno-gun (鹿角郡)
- Shiwa-gun (紫波郡)
- Hienuki-gun (稗貫郡)
- Hei-gun (閉伊郡)
- Waga-gun (和賀郡)